# Paulos Silentiarios
Paulos (Grieks: Παῦλος ὁ Σιλεντιάριος, Pavlos o Silentiários) (ca. 520 - 575), bijgenaamd Silentiarios, naar zijn functie bij de keizerlijke administratie, was een Byzantijnse dichter. Hij was nauw bevriend met de epigrammendichter Agathias Scholastikos, die ons de schaarse gegevens over zijn leven bezorgde.
Hij stamde mogelijk uit een welgestelde familie en bekleedde een vertrouwensfunctie als hoofd (silentiarius) van de administratieve dienst van keizer Justinianus.
Hij schreef een uitvoerige literaire beschrijving (ekphrasis) van de gerestaureerde Agia Sofia-kerk, nadat de koepel in 562 was ingestort en hersteld moest worden. Tijdens de openingsplechtigheid mocht Paulos zijn gedicht voorlezen. Het bestaat uit 1029 verzen, waarvan de eerste 134 jambische trimeters zijn, en de rest dactylische hexameters, en schetst een bijzonder duidelijk en gedetailleerd beeld van de wonderlijke constructie van de beroemde kerk. Vanuit archeologisch standpunt is het werk interessant, maar op poëtisch vlak stelt het weinig voor.
In de Anthologia Palatina zijn een tachtigtal epigrammen van zijn hand bewaard, een veertigtal daarvan zijn erotisch getint, een twintigtal zijn dichterlijke fantasieën geïnspireerd door beelden en andere kunstwerken, siertuinen, enz. Zijn liefdesgedichten zijn levendig en opgewekt, ook al zijn ze alle gebaseerd op klassieke voorbeelden. Zo is bijvoorbeeld het gedicht Anth. Pal. V, 25 een bewerking van Propertius I, 3.
- Bibsys: 95003845
- Biblioteca Nacional de España: XX4749328
- Bibliothèque nationale de France: cb12208579c (data)
- Digitale Bibliotheek voor de Nederlandse Letteren: sile002
- Gemeinsame Normdatei: 100957331
- International Standard Name Identifier: 0000 0003 9289 2802
- Library of Congress Control Number: nr91036414
- Nationale Bibliotheek van Tsjechië: mzk2010591835
- Nationale bibliotheek van Australië: 53004958
- Nationale Bibliotheek van Israël: 987007266330205171
- Nationale en Universitaire bibliotheek Zagreb: 000134670
- Nederlandse Thesaurus van Auteursnamen: 070845921
- Réseau des bibliothèques de Suisse occidentale: 02-A000128705
- Istituto Centrale per il Catalogo Unico: SBLV146080
- LIBRIS: 344266
- Système universitaire de documentation: 030728029
- Trove: 1533129
- Union List of Artist Names: 500258646
- Virtual International Authority File: 307413968